# Joe Alexander
Pour les articles homonymes, voir Alexander.
Joe Alexander, né le 26 décembre 1986 à Kaohsiung à Taïwan, est un joueur américano-israélien de basket-ball. Il évolue aux postes d'ailier et d'ailier fort.

## Carrière
Joe Alexander joue 3 saisons au niveau universitaire pour les Mountaineers de West Virginia de 2005 à 2008. Il se présente à la draft 2008 de la NBA et est sélectionné en 8e position par les Bucks de Milwaukee. Lors de sa première saison, il marque en moyenne 4,7 points et joue 12,1 minutes par match. Il est blessé au début de la saison 2009-2010 et est ensuite envoyé aux Bulls de Chicago.
Souvent blessé, Alexander joue peu. Il signe en 2011 avec le club russe de Krasnye Krylya Samara mais est licencié à la suite d'une blessure après quelques rencontres. Alexander ne joue pas pendant 2 ans avant de rejoindre les Warriors de Santa Cruz, club de NBA D-League.
En décembre 2014, Alexander signe un contrat jusqu'à la fin de la saison avec le champion d'Europe en titre, le Maccabi Tel-Aviv.
Le 7 juillet 2015, Alexander et le Maccabi se séparent.
Alexander rejoint l'Étoile sportive Saint-Michel Le Portel Côte d'Opale en novembre 2019 mais quitte le club en décembre après 5 matches joués.
Le 24 mai 2021, il s'engage à l'Hapoël Holon pour la troisième fois de sa carrière.